# Dãy núi Pontic
Dãy núi Pontic (chữ Thổ Nhĩ Kì: Kuzey Anadolu Dağları, nghĩa là dãy núi Bắc Anatolia) là dãy núi ở phía bắc Thổ Nhĩ Kì, chạy song song với đường bờ biển của biển Đen, từ biển Marmara ở phía tây kéo dài liên tục đến Gruzia dọc sát phía đông của bờ nam biển Đen. Có rừng cây rụng lá và chủ yếu là rừng cây lá kim như thông, hoàng đàn rậm rạp tốt tươi ở sườn bắc của mạch núi, là nơi "đất lành chim đậu" của các loài trĩ, sẻ, ưng hoang dã như gà gô Caucasus, đại bàng vàng, đại bàng đầu nâu, tiểu ô điểu, bạch yến trán đỏ và chim trèo cây cánh đỏ. Sườn nam đối diện cao nguyên Anatolia thì phần lớn không có thảm thực vật che phủ.
Phía nam mạch núi Pontic là cao nguyên Anatolia, có khí hậu lục địa khô hơn so với một dải bờ biển biển Đen chật hẹp ở phía bắc mạch núi. Bởi vì bị nhiều quả núi nhỏ nhọn cao chừng 1.525 đến 1800 mét ở đoạn phía tây của Pontic, cùng với núi cao 3.000 đến 4.000 mét ở đoạn phía đông ngăn cách, cho nên cao nguyên nội lục từ bờ biển Đen (khu vực Pontus) đi về phía nam chỉ có thể chọn một số đường đi hẻm núi trong dãy núi Pontic. Do đó về phương diện lịch sử bờ biển chật hẹp ở phía bắc mạch núi liên tục chia cách với cao nguyên Anatolia.

Đỉnh núi Kaçkar cao nhất 3.937 mét. Vùng núi có các khoáng sản như đồng, chì và bạc. Giáng thủy ở sườn bắc của mạch núi khá nhiều, rừng rậm phân bố rộng khắp; khí hậu sườn nam khô hạn, nhiều đồng cỏ, đồi núi và bãi chăn nuôi gia súc. Đất canh tác ở khu vực giáp biển chủ yếu trồng trọt cây thuốc lá, cây phỉ, cây chè và cam chanh.